# Chaparral (Nowy Meksyk)
Chaparral – jednostka osadnicza w Stanach Zjednoczonych, w stanie Nowy Meksyk, w hrabstwie Otero.